# 国道82号線 (アメリカ合衆国)
国道82号線（こくどう82ごうせん、英：U.S. Route 82）は、アメリカ合衆国南部を東西に走るアメリカ国道（ハイウェイ）である。
ミシシッピ州中部とアーカンソー州南部を横切る道路に1932年から延長が始まり、最終的に1990年に西はニューメキシコ州のホワイトサンズから東はジョージア州の大西洋岸に及ぶ2,589km（1,609 mi）のルートになった。
国道82号線の東の終点はジョージア州ブランズウィックにあり、州間高速道路95号線の傍らの交差点である。最後の半マイルは、国道17号線と共有している。西の終点は、ニューメキシコ州アラモゴードにあり、国道54号線と国道70号線との交差点である。

## 通過州
国道82号線は、以下の州を通過する。
- ニューメキシコ州
- テキサス州
- アーカンソー州
- ミシシッピ州
- アラバマ州
- ジョージア州